# Clair
Clair（クレア、10月18日 - ）は、日本の女性歌手。大阪府出身。血液型はA型。

## 略歴
2004年、藤本コウジと弟である元BY-SEXUALのNAO（藤本直幸）が共同プロデュースを務め、大手パチンコ機器メーカー「西陣」とのタイアップによるマキシシングル『SHOOTING STAR』で歌手デビュー。インディーズながら累計1万8千枚以上のセールスを上げ話題となる。その年の「Oriconの今年ブレイクが予想されるアーティスト20名」にも選ばれる。
2005年発売の1stアルバム『Beautiful Days』は累計売上1万枚を突破。
2006年、再びプロデューサーに藤本コウジを迎え、日本と香港でのレコーディングにてジャッキー・チェンとのデュエット曲「PEACE OF THE WORLD」が実現。
同年、メガデスのギタリストだったマーティー・フリードマンをプロデューサーに迎え、テレビ東京系アニメ『ロックマンエグゼBEAST』のエンディングテーマ「あしあと」を制作。両A面曲として藤本コウジのプロデュースによる「結晶」を収録した2ndマキシシングル『あしあと/結晶』をリリース。「結晶」はCMでの反響も大きく、HMV週間邦楽チャート及び邦楽R&Bチャートで1位を獲得。オリコンチャートでも最高18位をマーク。
2008年、元HOUND DOGの蓑輪単志をプロデューサーに迎え、2nd以来の両A面盤となる6thマキシシングル『FATE/Obrigado 〜悦びの花〜』をリリース。「Obrigado 〜悦びの花〜」はCMに起用され再び大きな反響を得るが、以降活動をしていない模様。
パチンコ機での使用楽曲は全ての作詞・作曲を藤本コウジが担当。「結晶」「Obrigado 〜悦びの花〜」では自身も共同作詞に参加している。

## 人物
趣味は映画鑑賞と音楽鑑賞、特技はテニス。

## ディスコグラフィー

### シングル
1. SHOOTING STAR (2004.2.21) - フナイエンタテインメント・ジャパン株式会社
1.SHOOTING STAR
作詞・作曲：藤本コウジ
西陣パチンコ機「花満開極」イメージソング
2.SHOOTING STAR -LOVERS ROCK MIX
作詞・作曲：藤本コウジ
3.TWO FOR THE ROAD
作詞・作曲：藤本コウジ
4.SHOOTING STAR (SOUND ONLY)
PEACE OF THE WORLD：Clair featuring Jackie Chan 名義（2006.2.1) - エイベックス・エンタテインメント株式会社
1.PEACE OF THE WORLD
作詞・作曲：藤本コウジ　北京語訳詞：エンレイ
西陣パチンコ機「CRジャッキー・チェン」主題歌
2.PEACE OF THE WORLD (INSTRUMENTAL)
2. あしあと/結晶 (2006.2.1) - エイベックス・エンタテインメント株式会社
1.あしあと
作詞：Clair　作曲：Marty Friedman
テレビ東京系アニメ「ロックマンエグゼBEAST」エンディングテーマ
2.結晶
作詞：Clair/藤本コウジ　作曲：藤本コウジ
西陣パチンコ機「花満開煌」イメージソング
3.あしあと (INSTRUMENTAL)
4.結晶 (INSTRUMENTAL)
3. 飛び立つ勇気 (2006.7.12) - エイベックス・エンタテインメント株式会社
1.飛び立つ勇気
Yahoo!動画インターネット・オリジナルドラマ「Aチャン」主題歌
2.PEACE OF THE WORLD〜Clair Solo Version〜
作詞・作曲：藤本コウジ
3.飛び立つ勇気 (instrumental)
4.PEACE OF THE WORLD～Clair Solo Version～ (instrumental)
読売テレビ・日本テレビ系「新・どっちの料理ショー」エンディングテーマ
西陣パチンコ機「CRジャッキー・チェン」イメージソング
ジャッキー・チェン 地雷撲滅チャリティーソング
4. So long 〜戦いのANTHEM〜 (2006.10.25) - エイベックス・エンタテインメント株式会社
1.So long 〜戦いのANTHEM〜
バウンティバトルオンラインRPG「A3」テーマソング
2.Feel you in my heart
Yahoo!動画インターネット・オリジナルドラマ「Aチャン」オープニングテーマ
3.So long 〜戦いのANTHEM〜 (instrumental)
4.Feel you in my heart (instrumental)
初回限定盤特典
「So long〜戦いのANTHEM〜」A3 Special Movie収録DVD
A3アイテムチケット（友情の手紙）
通常盤特典
A3アイテムチケット（高級な生命の巻物）
5. 明日へ（2007.12.5） - 株式会社ハッツ アンリミテッド
1.明日へ
TBS系全国28局ネット「チューボーですよ!」エンディングテーマ
2.ETERNAL～クリスマス・ヴァージョン
6. FATE/Obrigado 〜悦びの花〜（2008.1.9） - 株式会社ハッツ アンリミテッド
1.FATE
作詞・作曲：藤本コウジ
西陣パチンコ機「CR花満開MT」イメージソング
2.Obrigado 〜悦びの花〜
作詞：Clair/藤本コウジ 作曲：藤本コウジ
西陣パチンコ機「CR花満開MT」イメージソング
3.Shooting Star 2008
作詞・作曲：藤本コウジ
西陣パチンコ機「CR花満開MT」イメージソング

### アルバム
1. Beautiful Days (2004.11.17) - 株式会社ティームエンタテインメント
1.Beautiful Days
作詞・作曲：如月コウ（藤本コウジ）
西陣パチンコ機「CR聖マリア」イメージソング
2.Shooting Star (DJ YOGGY REMIX)
作詞・作曲：藤本コウジ
3.Glorious Road
作詞・作曲：如月コウ（藤本コウジ）
PlayStation 2用ゲーム「スペクトラルフォース ラジカルエレメンツ」（アイディアファクトリー）主題歌
4.虹の彼方へ
作詞・作曲：如月コウ（藤本コウジ）
PlayStation 2用ゲーム「スペクトラルフォース ラジカルエレメンツ」（アイディアファクトリー）エンディングテーマ
ネットゲーム「キングダム オブ カオス」（アイディアファクトリー）テーマ曲
5.Beautiful Days (Instrumental)
6.Glorious Road (Instrumental)
7.虹の彼方へ (Instrumental)